# 光ポンピング

アーク灯（上）によるレーザーロッド（下）の光ポンピング。赤：高温 青：低温 緑：光 緑以外の矢印：水流 濃色：金属 淡色：石英ガラス 出典：,,

光ポンピング (ひかりポンピング、英: Optical pumping) とは、光を用いて原子もしくは分子内の電子を低エネルギー準位から高エネルギー準位へ励起（ポンピング）する操作をいう。多くのレーザーの形式においてレーザー媒体をポンピングして反転分布を実現するために用いられている。この技術は1966年のノーベル物理学賞受賞者、アルフレッド・カストレルによって1950年代初頭に開発された。
実用上、遷移のスペクトル幅のパワー広帯域化や超微細構造トラッピングや放射トラッピングなどの副作用のために完全にコヒーレントな光ポンピングは実現不可能である。従って原子の指向性はレーザーの周波数、強度、偏光、スペクトル幅に加えて遷移のスペクトル幅と吸収遷移の遷移確率などの条件に依存してより複雑に決まることになる。